# Rob Vreeken
Rob Vreeken (1953) is een Nederlandse correspondent in Istanbul van de Volkskrant. Ook werkt hij voor De Groene Amsterdammer. 

## Studie en loopbaan
Vreeken studeerde cum laude af in de politieke wetenschappen (internationale betrekkingen) aan de Universiteit van Amsterdam en doorliep de School voor Journalistiek te Utrecht.
Reeds als achttienjarige startte hij bij krant De Zaanlander en stapte daarna over naar het Zaanse dagblad De Typhoon. Sinds 1983 is hij redacteur van de Volkskrant. Op de buitenlandredactie specialiseerde hij zich in mensenrechten, Zuid-Azië en het Midden-Oosten. Hij maakte reportages in veel landen, in het bijzonder in Azië. 

## Erkenning
Voor zijn reportages over moslimvrouwen won hij een prijs in de European Journalist Award for Excellence in Journalism. 
Voor Reportages uit Israël, kort na 7 oktober 2023 werd hij onderscheiden met De Tegel 2023 in de categorie Verslaggeving. Hierin belicht hij de verschillende kanten van het verhaal. De jury gaf ter motivatie 'Vreeken geeft de actualiteit een menselijk gezicht en voorziet hem van context.'

## Schrijver
In 1990 was hij met Willem Beusekamp de samensteller van het boek Het jaar van het volk, over de revoluties in Oost-Europa. In 2006 verscheen Bombay, hyperstad. Hierin wordt de urbanisatie van Aziatische steden beschreven naar voorbeeld van de stad Bombay. Baas in eigen Boerka  beschrijft de emancipatie in de islamitische wereld.
In Een heidens karwei toont hij dat Turkije niet islamiseert, maar dat de Turkse samenleving juist steeds seculierder wordt. Ondanks de pogingen van Erdogan om Turkije conservatiever en islamitischer te maken.

## Prijzen
- De Tegel 2023 (Buitenland)
- European Journalist Award

- International Standard Name Identifier: 0000 0000 4062 5911
- Library of Congress Control Number: n2007042721
- Nederlandse Thesaurus van Auteursnamen: 074957287
- Virtual International Authority File: 28982017